# حدس بازسازی
حدس بازسازی برای اولین بار در سال ۱۹۴۲ مطرح شد. حدس بازسازی ادعا می‌کند هر گراف با استفاده از
کارت‌های خود (زیرگراف‌های رأس حذفی)، قابل‌بازسازی است. اگرچه تلاش‌های زیادی پیرامون این حدس صورت گرفته، اما مسئله در حالت کلی باز
مانده‌است.

## مقدمه
در این بخش ما مقدمه و تاریخچه‌ای مختصر از حدس بازسازی گراف را از سال ۱۹۴۱ بیان می‌کنیم.
حدس بازسازی ادعا می‌کند که هر گراف ساده با حداقل ۳ رأس از روی زیرگراف‌های رأس‌حذفی آن با تقریب
یکریختی قابل‌بازسازی است.
حدس بازسازی یکی از مشهورترین مسایل نظریهٔ گراف است، که همواره ذهن بسیاری از ریاضی‌دانان را
به خود مشغول کرده‌است. هراری
از این مسئله به خاطر ماهیت مسری آن به عنوان بیماری گرافی یاد می‌کرد.
بر اساس گزارش‌های ثبت شده، ویسکُنسین در ۱۹۴۱، کِلی
و اُلام
به عنوان اولین قربانیان این بیماری شناخته می‌شوند.
نمادها با توجه به نمادگذاری کتابِ باندی و مورتی
انتخاب شده‌است؛ بنابراین گراف {\displaystyle G} دارای مجموعه رأس‌های {\displaystyle V(G)}, مجموعه یال‌های {\displaystyle E(G)}؛ همچنین دارای
{\displaystyle v(G)} رأس و {\displaystyle \varepsilon (G)} یال است. زیرگراف {\displaystyle G_{v}} زیرگراف حاصل از حذف رأسِ {\displaystyle v} به همراهِ تمام یال‌های متصل به آن است. شکل(۱) زیرگراف‌های رأس‌حذفی گراف {\displaystyle G} را نشان می‌دهد.

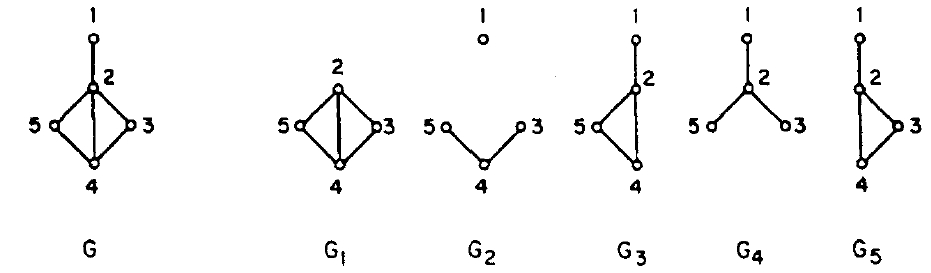
شکل(۱): زیرگراف‌های رأس‌حذفی یک گراف

برای فرمول بندی دقیق حدس نیاز به دو مفهوم زیر داریم:

### تعریف
یک بازسازی از گراف {\displaystyle G}، یک گراف {\displaystyle H} است، به‌طوری‌که {\displaystyle V(G)=V(H)} و برای هر {\displaystyle v\in V(G)}، داشته باشیم {\displaystyle H_{v}\cong G_{v}}.
همچنین می‌گوییم {\displaystyle G} قابل‌بازسازی است، اگر هر بازسازی از {\displaystyle G} با خود {\displaystyle G} یکریخت باشد.
به عنوان مثال {\displaystyle K_{2}} و {\displaystyle 2K_{1}} بازسازی یکدیگرند. حدس بازسازی ادعا می‌کند این دو، تنها گراف‌های غیرقابل‌بازسازی هستند.
- حدس بازسازی:[۴][۵] تمام گراف‌های متناهی، ساده و غیرجهت‌دار با حداقل سه رأس قابل‌بازسازی هستند.

نگاه به مسئله به عنوان کارت‌هایی که هر زیرگراف روی آن‌ها رسم شده، خالی از لطف نیست. به‌طور نمونه گراف {\displaystyle G} در شکل(۲)
دارای دسته کارتی مانند شکل(۵)است (ارائه، توسط هَراری).
نمایش مسئله با کارت‌ها، به‌طوری‌که گراف‌هایی که کارت‌ها را تولید می‌کنند بیابیم بسیار مرسوم است (البته در حالت متناهی). ولی مسئله یافتن الگوریتمی برای ساختنِ گراف نیست، بلکه ما می‌خواهیم هر الگوریتمی نتیجه یکسان داشته باشد (خالی از لطف نیست اگر خواننده سعی کند با کارت‌های شکل(۱)گراف را بسازد).

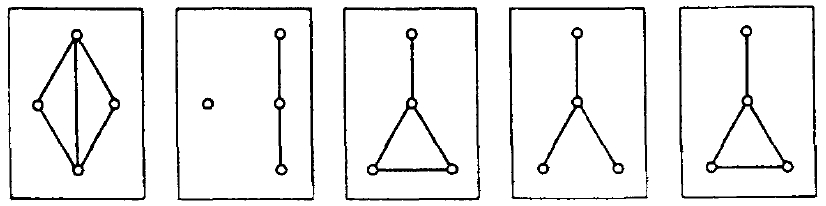
شکل(۲): دسته کارت‌های گراف شکل(۱)

### گزاره
- اگر یک گراف ساده، قابل‌بازسازی باشد، آنگاه مکمل آن نیز قابل‌بازسازی است.

به نظرنمی‌رسد گزاره‌ی۱٫۲ که توسط کِلی
بیان شده‌است، حدس را ساده‌تر کند، ولی کمک شایانی به ساختن مثال نقض و همچنین بررسی محاسباتی مسئله می‌کند.
تا سال ۱۹۷۷ گراف‌های با حداکثر ۹ رأس بررسی شدند و دارای هیچ مثال نقضی نبودند
(کِلی،
هراری و پالمِر،
استک‌مایر،
مَک‌کِی
و ناین هاس).
در کامل کردن مطلب بالا که شامل آخرین نتایج محاسباتی بر روی بازسازی گراف‌های کوچک است، قضیه زیر از مَک‌کِی
را داریم.
کلاس‌های زیر از گراف‌ها به‌طور یکتا توسط دستهِ کارتِ تحدید یافته‌ی(isomorph-reduced deck)
(دسته کارت با حذف گراف‌های تکراری) خود مشخص می‌شوند:
1. گراف‌ها از مرتبه ۴ تا ۱۱.
2. گراف‌ها از مرتبه ۱۲ با حداکثر درجهٔ ۵.
3. گراف‌های خالی از مثلث(triangle-free) از مرتبه ۴ تا ۱۴.
4. گراف‌های خالی از مربع(square-free) از مرتبه ۴ تا ۱۵.
5. گراف‌های دوبخشی از مرتبه ۴ تا ۱۵.
6. گراف‌های دوبخشی از مرتبه ۱۶ با حداکثر درجهٔ ۵.

### تعریف
کلاس {\displaystyle \varphi (n,p)} را فضای گراف‌های تصادفی روی {\displaystyle V=\{1,2,...,n\}} درنظر بگیرید، که هر یال با احتمال {\displaystyle p} موجود باشد. یک عضو این کلاس را با {\displaystyle G_{p,n}} نشان می‌دهیم. می‌گوییم تقریباً تمام {\displaystyle G_{p,n}}ها داری ویژگیِ {\displaystyle Q} هستند هرگاه، احتمال اینکه {\displaystyle G_{p,n}} دارای ویژگی {\displaystyle Q} باشد به ۱ میل کند هنگامی
که {\displaystyle n} به {\displaystyle \infty } میل می‌کند.
علاوه بر این مولِر
نشان داد:

### گزاره
- تقریباً تمام گراف‌ها قابل‌بازسازی هستند.

اگرچه این مسئله می‌تواند شاهدی بر درستی حدس باشد، ولی باید پذیرفت که تاکنون شواهد متقاعد
کننده‌ای برای درستی آن یافت نشده‌است.

### توجه
دو گردآوری(survey)
بسیار ارزشمند در مورد حدس بازسازی در 1977
و 1978
نوشته شدند. این دو مقاله، با لیست کاملی از مراجع وضعیت این مسئله را تا آن زمان نشان داده‌اند. بعد از آن نیز گردآوری‌های دیگری نیز منتشر شد
دو مقاله بالا، مخصوصاً اولی،
برای کمک به کسی که به‌طور جدی خواستار کار بر روی مسئله است توصیه می‌شود. همچنین کتاب
شامل چهار فصل در مورد حدس بازسازی است.
همچنین یک گردآوری در حدس بازسازی توسط محمد جواد مقدس‌مهر در ۲۰۱۷ نوشته شده‌است.